# Olympische Winterspelen 1928
De IIe Olympische Winterspelen werden in 1928 gehouden in Sankt Moritz, Zwitserland. Dit waren de eerste Winterspelen die niet in hetzelfde land als de Zomerspelen werden gehouden. Volgens de toen geldende regels werd bij het toekennen van de Zomerspelen van 1928 aan Amsterdam, Nederland, ook de mogelijkheid gegund de Winterspelen te (mogen) organiseren. Nederland zag hier echter van af; vervolgens stelden naast Sankt Moritz ook Davos en Engelberg zich kandidaat voor de organisatie.

## Hoogtepunten
- Het weer zat niet mee in Sankt Moritz. Allereerst werd er warme lucht vanuit het zuidzuidwesten geblazen door de föhn en later zorgde de regen voor ongemak. Sommige wedstrijden werden slechts voor de helft afgewerkt en sommige werden zelfs helemaal afgelast. Toen het koude weer was teruggekeerd, werden toch nog enkele wedstrijden beëindigd.
- De Noorse Sonja Henie wist op 15-jarige leeftijd haar eerste olympische titel te winnen bij het kunstschaatsen. De "kleine fee", zoals zij werd genoemd, gaf een vertolking van "De Stervende Zwaan" op de muziek van het ballet 'Het Zwanenmeer' van de componist Tsjaikovski. Ze wist de olympische titel te behouden tot de Spelen van 1936.
- De omstandigheden waaronder de 50 kilometer langlaufen werden afgewerkt varieerden sterk. Bij het begin van de race was het rond het vriespunt, maar de temperatuur liep gestaag op tot ongeveer 25 graden. De Zweed Per-Erik Hedlund wist zich het beste aan te passen aan de almaar veranderende weersomstandigheden en won met een voorsprong van ruim dertien minuten op zijn naaste concurrenten.
- Wederom wisten de Canadezen het ijshockeytoernooi te domineren. Zij incasseerden in geen van de drie wedstrijden een tegendoelpunt en wisten zelf steeds meer dan tien keer te scoren.
- De Amerikaanse vijfmansbobslee werd door de slechts zestien jaar oude Billy Fiske naar de eerste plaats gestuurd. Om zijn team samen te stellen had hij een advertentie gezet in een Parijse krant. Drie van zijn teamgenoten werden gekozen naar aanleiding van deze advertentie. Geen van hen had ooit een bobslee gezien.
- De Noor Johan Grøttumsbråten haalde goud op de 18 km langlaufen en in de Noordse combinatie.
- De Fin Clas Thunberg, die op de vorige Spelen vijf medailles had gewonnen, won de 500 en de 1500 meter hardrijden op de schaats.

|  |  |

## Belgische prestaties
- Net zoals op de vorige Spelen haalde België een medaille. In het kunstrijden bij de mannen haalde Robert Van Zeebroeck een bronzen medaille.
- België was verder nog vertegenwoordigd in het bobsleeën en het ijshockey.

### Belgische medailles
| Medaille  | Winnaar              | Onderdeel           |
| --------- | -------------------- | ------------------- |
| Brons (1) | Robert Van Zeebroeck | kunstrijden, mannen |

## Nederlandse prestaties
- Nederland werd bij deze Winterspelen vertegenwoordigd door twee schaatsers en vijf bobsleeërs. Geen van deze deelnemers won een medaille.

## Disciplines
Tijdens de Olympische Winterspelen van 1928 werd er gestreden in vier takken van sport. Veertien onderdelen in acht disciplines plus de Militaire patrouille als demonstratiesport stonden op het programma:
| Sport                | Discipline           | Onderdelen                        | Onderdelen                        | Onderdelen                        | Onderdelen                        |
| -------------------- | -------------------- | --------------------------------- | --------------------------------- | --------------------------------- | --------------------------------- |
| Schaatssport         | Kunstrijden          | mannen                            | vrouwen                           | paren                             | paren                             |
| Schaatssport         | Schaatsen            | 500 m (m)                         | 1500 m (m)                        | 5000 m (m)                        | 10.000 m (m)                      |
| Skisport             | Langlaufen           | 18 km (m)                         | 50 km (m)                         | 50 km (m)                         | 50 km (m)                         |
| Skisport             | Noordse combinatie   | mannen                            | mannen                            | mannen                            | mannen                            |
| Skisport             | Schansspringen       | mannen                            | mannen                            | mannen                            | mannen                            |
| Sleesport            | Bobsleeën            | 4/5-mansbob (m)                   | 4/5-mansbob (m)                   | 4/5-mansbob (m)                   | 4/5-mansbob (m)                   |
| Sleesport            | Skeleton             | 1-persoons (m)                    | 1-persoons (m)                    | 1-persoons (m)                    | 1-persoons (m)                    |
| IJshockey            | IJshockey            | mannen                            | mannen                            | mannen                            | mannen                            |
| Militaire patrouille | Militaire patrouille | 30 km team (m), demonstratiesport | 30 km team (m), demonstratiesport | 30 km team (m), demonstratiesport | 30 km team (m), demonstratiesport |

### Mutaties
| Sport                | Nieuw  | Verdwenen (t.o.v. 1924) | Wijzigingen/Opmerkingen |
| -------------------- | ------ | ----------------------- | ----------------------- |
| Curling              |        | mannen                  | helemaal verdwenen      |
| Militaire patrouille |        | mannen                  | nu demonstratiesport    |
| Schaatsen            |        | allround, mannen        | nu 4 onderdelen         |
| Skeleton             | mannen |                         | nieuw, debuut           |
|                      | 1      | 3                       |                         |

## Medaillespiegel
Er werden 41 medailles uitgereikt. Het IOC stelt officieel geen medailleklassement op, maar geeft desondanks een medailletabel ter informatie. In het klassement wordt eerst gekeken naar het aantal gouden medailles, vervolgens de zilveren medailles en tot slot de bronzen medailles.
De twaalf medaillewinnende landen eindigden allen in de top 10 zodat de onderstaande tabel het complete medailleklassement geeft. Het gastland heeft een blauwe achtergrond en het grootste aantal medailles in elke categorie is vetgedrukt.
Zie de medaillespiegel van de Olympische Winterspelen 1928 voor nadere details.
| Plaats | Land              | NOC | Goud | Zilver | Brons | Totaal |
| ------ | ----------------- | --- | ---- | ------ | ----- | ------ |
| 1      | Noorwegen         | NOR | 6    | 4      | 5     | 15     |
| 2      | Verenigde Staten  | USA | 2    | 2      | 2     | 6      |
| 3      | Zweden            | SWE | 2    | 2      | 1     | 5      |
| 4      | Finland           | FIN | 2    | 1      | 1     | 4      |
| 5      | Canada            | CAN | 1    | 0      | 0     | 1      |
| 5      | Frankrijk         | FRA | 1    | 0      | 0     | 1      |
| 7      | Oostenrijk        | AUT | 0    | 3      | 1     | 4      |
| 8      | België            | BEL | 0    | 0      | 1     | 1      |
| 8      | Duitsland         | GER | 0    | 0      | 1     | 1      |
| 8      | Tsjecho-Slowakije | TCH | 0    | 0      | 1     | 1      |
| 8      | Groot-Brittannië  | GBR | 0    | 0      | 1     | 1      |
| 8      | Zwitserland       | SUI | 0    | 0      | 1     | 1      |

## Deelnemende landen

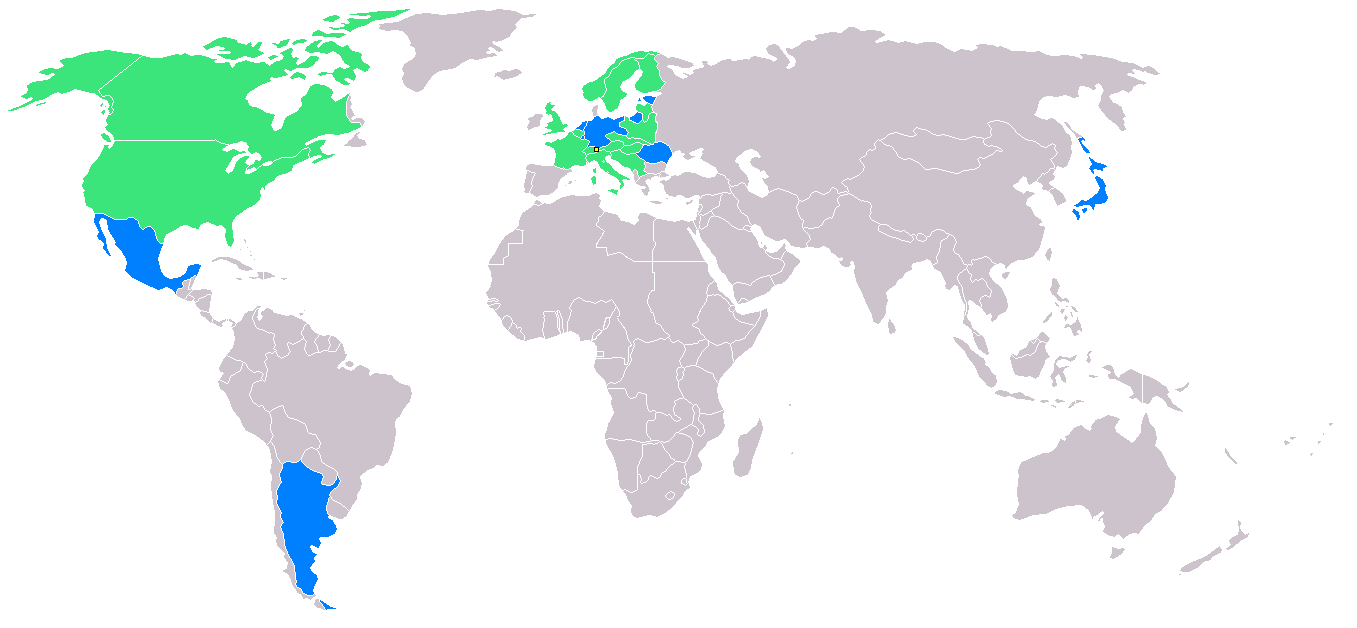

Vijfentwintig landen namen deel aan de Spelen, negen meer dan de keer ervoor. Hun debuut maakten Argentinië, Duitsland, Estland, Japan, Litouwen, Luxemburg, Mexico, Nederland en Roemenië. De Argentijnen waren de eerste atleten van het zuidelijk halfrond die aan de Winterspelen meededen.